# Sebastos
Sebastos (in greco σεβαστός?, "venerabile") era un titolo onorifico utilizzato dagli antichi greci e bizantini. La versione femminile della carica era Sebastē (σεβαστή).

## Storia
Il titolo nacque nell'Oriente ellenistico come designazione onorifica degli imperatori romani nel I secolo, come traduzione del latino Augustus. Ad esempio, il tempio del Sebastos a Efeso è dedicato alla dinastia Flavia. Questa associazione si riflette anche nel nome di alcune città che prendono il nome dagli imperatori romani, come Sebasteia e Sebastopolis.
A seguito dell'adozione del titolo di Basileus come appellativo imperiale principale, il termine Sebastos cadde in disuso.
Il titolo fu ripreso nella sua forma femminile a metà dell'XI secolo, all'epoca dell'imperatore Costantino IX (1042-1055), che lo conferì alla sua amante Maria Scleraina, alla quale concesse onori quasi imperiali.
Da allora l'onorificenza cominciò ad essere conferita a membri della nobiltà favoriti dall'imperatore: tra questi i più importanti furono Bagrat IV di Georgia, Giorgio II di Georgia, e Alessio Comneno. Proprio quest'ultimo divenuto imperatore nel 1081 attuò una riorganizzazione delle onorificenze di corte, creando una serie di titoli derivati da quello di sebasto assegnati a soggetti particolarmente legati alla famiglia imperiale.
Nella Bisanzio del XII secolo i sebastoi si suddividevano in due gruppi: semplici sebastoi e i sebastoi gambroi. Questi ultimi in particolare erano membri di famiglie prossime all'imperatore, unite a questi da vincoli matrimoniali con donne della famiglia.
Anche regnanti stranieri venivano onorati con il titolo di Sebastos, il cui utilizzo si propagò anche nei regni limitrofi come Bulgaria e Serbia. Nell'impero vero e proprio il titolo perse preminenza, venendo utilizzato per designare i comandanti di unità reclutate su base etnica (ad esempio i comandanti delle truppe peceneghe).